# Forest Home (Nowy Jork)
Forest Home – jednostka osadnicza w Stanach Zjednoczonych, w stanie Nowy Jork, w hrabstwie Tompkins.